# عليآباد تشالوس (مقاطعة تشالوس)
عليآباد تشالوس (بالفارسية: علی‌آباد چالوس) هي قرية تقع في قسم كلارستاق الشرقي الريفي (مقاطعة تشالوس) في إيران. يقدر عدد سكانها بـ 944 نسمة بحسب إحصاء 2016.